# Telamni
Telamni, pleme Southern Valley Yokutsa iz Kalifornije na području današnjeg okruga Tulare kod današnjih gradova Visalia i Goshen. od njihovih sela spominje se Waitatshulul, sedam milja sjeverno od Tulare Cityja.
Govorili su istoimenim dijalektom. Nisu isto što i Tulamni koji pripadaju u Buena Vista Yokutse.